# Albrecht Penck
Albrecht Penck (Reudnitz, 25 settembre 1858 – Praga, 7 marzo 1945) è stato un geografo e geologo tedesco.
Insegnò all'Università di Vienna a partire dal 1885 e alla Humboldt Universität di Berlino dal 1906 al 1927, dove ha diretto il locale museo oceanografico dal 1918. Ebbe tra i suoi allievi il futuro geografo romeno George Vâlsan.
Padre del geologo tedesco Walther Penck, compì numerosi viaggi in tutti i continenti e scrisse opere di notevole interesse sia nel campo della geomorfologia che della geografia antropica.
Nel 1905 divenne membro dell'Accademia Reale Svedese di Scienze e gli venne assegnata nel 1914 la medaglia d'oro della Royal Geographical Society.
Al suo nome ed al ghiacciaio che porta il suo nome, si ispirò nello pseudonimo artistico l'artista tedesco Ralf Winkler, in arte, appunto A. R. Penck.

## Opere
- Morphologie der Erdoberfläche, 2 volumi, 1894
- Die Alpen im Eiszeitalter, con Eduard Brückner, 3 volumi, 1909